# Tresco (eiland)
Tresco (Cornisch: Ynys Skaw of Treskaw) is een van de vijf bewoonde eilanden van de Scilly-eilanden, een eilandengroep ca. 45 km voor de kust van Cornwall in het Verenigd Koninkrijk. Het is ook een civil parish.

## Beschrijving
Tresco is een heuvelachtig eiland van ongeveer 3 km lang en maximaal 1,5 km breed, dat een oppervlakte heeft van 2,97 km². Het ligt ongeveer 1,5 km ten noordwesten van St. Mary's, het enige Scilly-eiland dat groter is. Het hoogste punt van Tresco is Beacon Hill, een heuvel van 42 m hoog. De kustlijn van Tresco is gevarieerd. Aan de noordzijde van het eiland bevinden zich steile kliffen, maar aan de oost- en zuidkust zijn ook uitgestrekte zandstranden. De vegetatie kent eveneens grote lokale verschillen: de tegen de overheersende westelijke winden onbeschutte noordkant van het eiland is een kaal landschap, dat grotendeels bedekt is met heide, maar op de zuidelijke helft van Tresco (met name in de Tresco Abbey Gardens) komen ook subtropische planten voor. Er zijn op het eiland twee meertjes, de Great Pool en de Abbey Pool.

## Economie
De belangrijkste nederzettingen op Tresco zijn Old Grimsby, aan de oostzijde van het eiland, en New Grimsby, dat aan de westkant ligt. Er is een hotel, een pub, een kunstgalerie, een postkantoor, een winkel en een helikopter-luchthaven (Tresco Heliport). Deze zijn alle eigendom van de Tresco Estate, die het eiland in erfpacht heeft van het graafschap Cornwall. De estate wordt beheerd door de familie Dorrien-Smith, verwanten van Augustus Smith, die de Scilly-eilanden in 1834 van het graafschap Cornwall pachtte en ze in de negentiende eeuw tot grote bloei bracht. De Tresco Estate heeft het toerisme op het eiland in hoge mate gestimuleerd, zodat het er feitelijk de enige bron van inkomsten is geworden. De 180 mensen die op Tresco wonen (volkstelling 2001) zijn nagenoeg allemaal in deze sector werkzaam.

## Bezienswaardigheden

#### Tresco Abbey Gardens

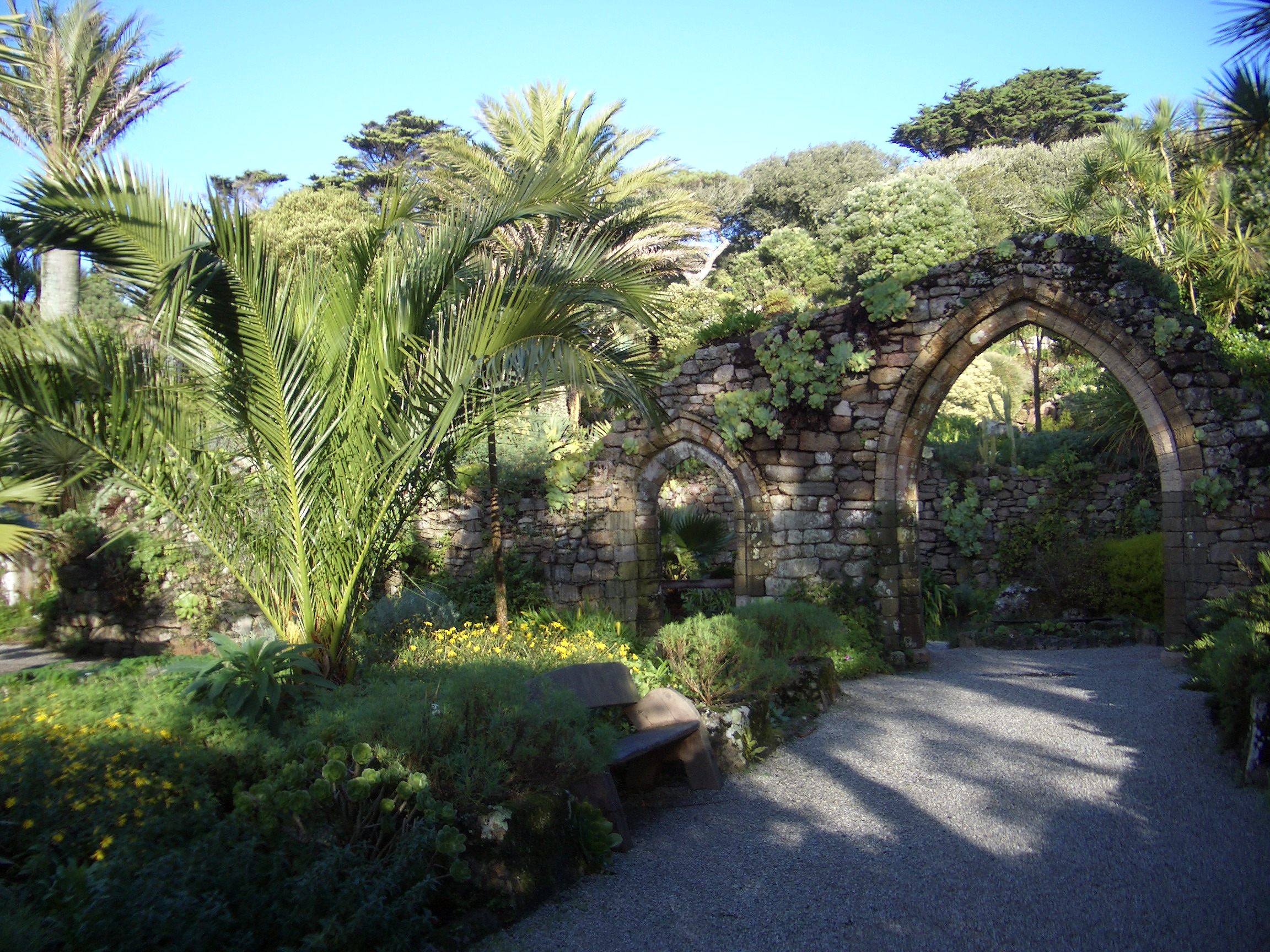
Abbey Gardens (2004)

De Tresco Abbey Gardens is een bijna 0,7 ha groot tuinencomplex, gelegen bij Tresco Abbey. Met de aanleg van beide werd in 1834 in opdracht van Augustus Smith begonnen. De Abbey Gardens worden door heggen en hoge muren tegen de Atlantische winden beschermd, waardoor er, in combinatie met een mild winterklimaat en veel zomerse zonneschijn, exotische planten uit de hele wereld groeien, met name uit het Middellandse Zeegebied, Zuid-Amerika, Zuid-Afrika en Australazië. Smith betrok deze voor het grootste deel bij Kew Gardens in Londen, maar ook werden zaden en planten voor hem meegebracht door zeelieden die de Scilly-eilanden aandeden.
In de Abbey Gardens bevinden zich de resten van een klein Benedictijns klooster,
dat aan Sint Nicolaas was gewijd. Het werd gesticht nadat in 1114 de Engelse koning Hendrik I Tresco in gebruik had gegeven aan de Benedictijner monniken van de Abbey of Tavistock. Na de vijftiende eeuw wordt het klooster echter nauwelijks meer in schriftelijke bronnen vermeld. Vermoedelijk werd het al voor de Reformatie verlaten wegens voortdurende aanvallen van piraten en rovers. Een deel van een muur uit de voormalige kloosterkerk met daarin twee bogen staat nog overeind. Daar vlakbij ligt een grafsteen met een inscriptie uit de zesde eeuw. De kerk werd in 1882 gedeeltelijk herbouwd.
Elders op het terrein van de Abbey Gardens staat een Romeins altaar, dat in de negentiende eeuw op St. Mary's werd gevonden en door Augustus Smith naar Tresco werd gebracht.

#### Prehistorische plaatsen
Overal op Tresco zijn resten te vinden uit de prehistorie.
- Ten westen van Carn Near, de zuidpunt van het eiland, bevinden zich bij Appletree Bay sporen van akkers uit die tijd. Zo'n 100 m naar het oosten vindt men Bathinghouse Porth, waar de overblijfselen van twee huizen en een akker uit dezelfde periode kunnen worden bekeken. Voor beide locaties geldt dat een gedeelte ervan alleen bij laag water te zien is.
- Op Castle Down (de meest noordelijke heuvel van Tresco) en in de omgeving daarvan bevinden zich 78 cairns, die overigens niet allemaal even goed te zien zijn. Bij een aantal daarvan, zoals die op Tregarthen Hill, gaat het daadwerkelijk om prehistorische grafheuvels, maar sommige zijn vermoedelijk het resultaat van het opruimen van stenen en stammen uit een latere tijd.
- Op Tregarthen Hill kan men eveneens resten aantreffen van prehistorische landbouw, alsmede de overblijfselen van enkele huizen die daarmee worden geassocieerd.
- Nabij de Borough, een gehucht op het oosten van het eiland, bevindt zich een grafheuvel.

#### Engelse Burgeroorlog

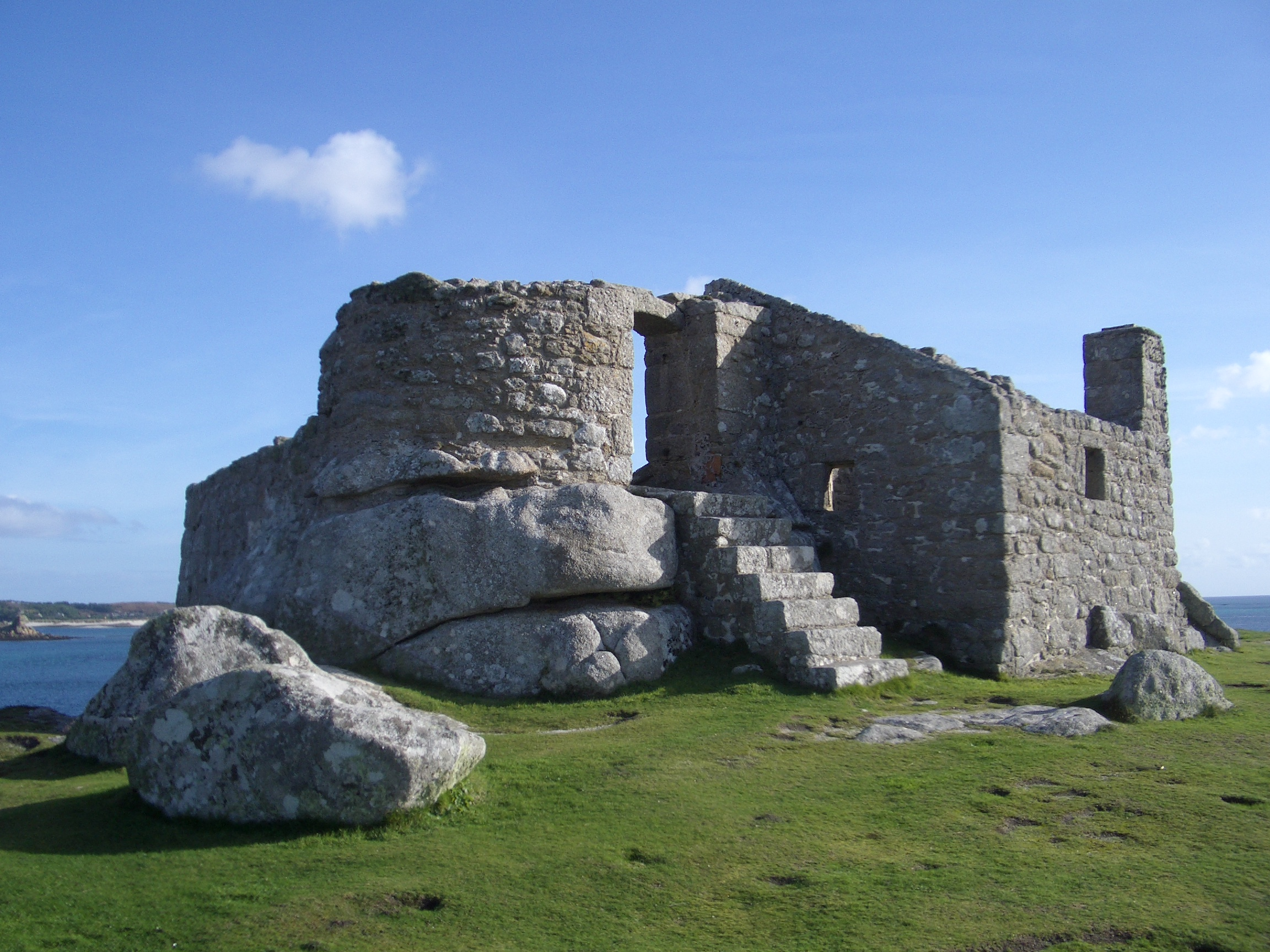
Old Blockhouse (2005)

Op Tresco zijn verschillende sporen te vinden van de Engelse Burgeroorlog.
- Op Castle Down bevindt zich de ruïne van King Charles's Castle, dat vermoedelijk tussen 1540 en 1554 werd gebouwd en de haven van New Grimsby moest bewaken. Tijdens de Engelse Burgeroorlog werd het kasteel door aanhangers van de Engelse koning Karel I bezet, maar later terugveroverd door manschappen van Oliver Cromwell. De locatie bleek slecht gekozen te zijn (de kanonnen hadden te weinig schootsveld) en het kasteel werd in 1651 grotendeels gesloopt. Op Castle Down vindt men verder diverse resten van verdedigingswerken uit dezelfde tijd.
- Cromwell's Castle, gedeeltelijk gebouwd met bouwmateriaal afkomstig uit het nabijgelegen King Charles's Castle, werd in 1652 voltooid. Het is een kasteeltoren aan de rand van het Tresco Channel, de vaarweg naar de haven van New Grimsby.
- De Old Blockhouse, gebouwd in 1554, is een toren bij Old Grimsby van waaruit de haven van deze nederzetting kon worden verdedigd. In 1651 werd in deze omgeving zwaar gevochten.
- Bij Carn Near vindt men de overblijfselen van Oliver's Battery. Deze gevechtspost werd in april 1651 door aanhangers van Cromwell gebouwd en speelde een belangrijke rol bij de verovering van St. Mary's, enkele weken later.

#### Natuur
Twee locaties op Tresco zijn vanwege hun bijzondere natuurwaarde aangewezen als Sites of Special Scientific Interest (SSSI).

##### Castle Down

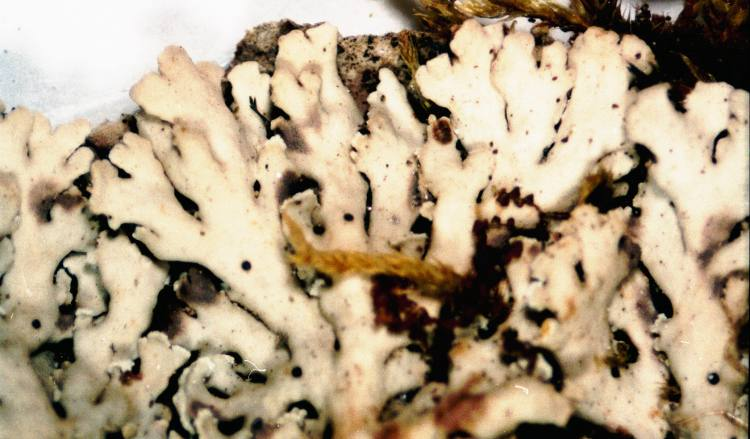
Heterodermia obscurata

Het noordelijke Castle Down is een glooiend en vaak door wind geteisterd landschap, dat wordt gedomineerd door struikheide, rode dopheide en Ulex gallii, een soort gaspeldoorn. Ook tormentil, gewone rolklaver, liggend walstro en de vetkruidsoort Sedum anglicum komen er voor. In de wat meer beschutte delen groeien adelaarsvaren, gewone braam en wilde kamperfoelie.
Bijzonder aan Castle Down is dat er ongewone maritieme korstmos-soorten te bestuderen zijn, zoals de uiterst zeldzame Heterodermia propagulifera, die in heel Europa alleen op deze locatie wordt aangetroffen, samen met H. leucomelos en H. obscurata. Vergelijkbare Heterodermia-gemeenschappen vindt men behalve op de Scilly-eilanden verder alleen op de Kanaaleilanden en langs de kust van Bretagne. Onder de 45 soorten korstmossen die op Castle Down voorkomen zijn verder longenmos, dat op struikheide groeit, en verschillende soorten Cladonia.

Op Castle Down bevindt zich een belangrijke broedplaats van de visdief.

##### Great Pool

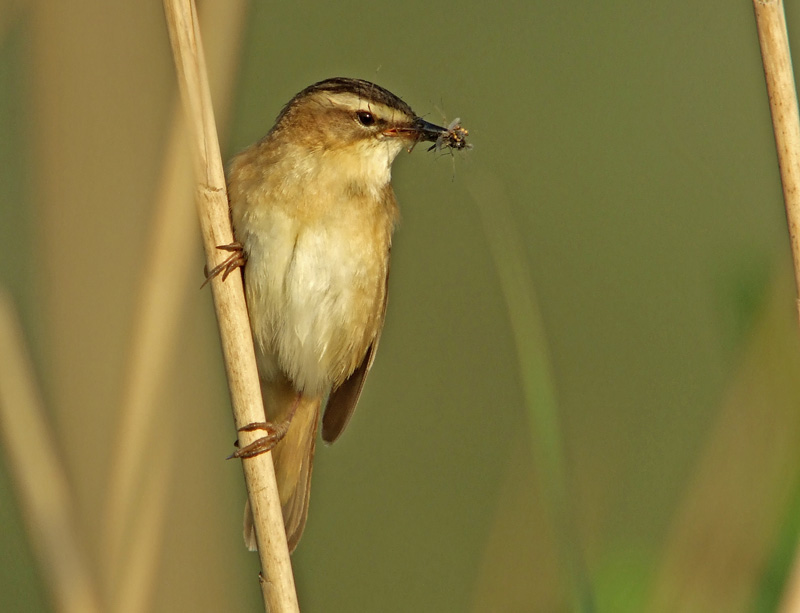
Rietzanger

De Great Pool, die tijdens de Eerste Wereldoorlog als basis voor watervliegtuigen werd gebruikt, is een ongeveer 1 km lange brakwaterpoel die op de scheiding ligt van de noordelijke en de zuidelijke helft van Tresco. In het ondiepe water langs de randen van het meertje komt de zoutminnende zilte waterranonkel voor, evenals teer vederkruid en schedefonteinkruid. Een groot deel van de Great Pool wordt omzoomd door riet, hoewel aan de zuidkant ervan ook veel grote lisdodde groeit.
Verzilting heeft op sommige plaatsen rondom het meertje geleid tot de ontwikkeling van zompige bodems, waarin koningsvaren, pijptorkruid en pitrus gedijen. Aan de noordzijde van het meertje groeien veel grauwe wilgen. Ook de gele lis en de gewone waternavel komen daar voor. Op de iets drogere delen rondom de poel groeien stinkende lis, kruipende boterbloem en gewoon speenkruid, samen met de gewone braam. Deze gebieden zijn ook van belang voor de helmkruid-soort Scrophularia scorodonia en voor Allium babingtonii, een soort look, die beide in Engeland weinig voorkomen.
De Great Pool en de eromheen liggende riet- en wilgenlanden bieden broedplaatsen aan verschillende vogelsoorten, waaronder de knobbelzwaan, wilde eend, krakeend, waterral, rietzanger en de kleine karekiet. Het meertje is ook een belangrijke overwinteringsplaats voor vogels als de wintertaling, smient, slobeend, tafeleend en de kuifeend. Daarnaast is de Great Pool iedere herfst foerageer- en rustgebied voor een groot aantal Euraziatische trekvogels op doorreis. Ook worden er in die tijd van het jaar wel dwaalgasten uit Noord-Amerika waargenomen.

#### Andere bezienswaardigheden
- Aan de noordzijde van Castle Down zijn de resten te zien van een primitieve tinmijn, die waarschijnlijk rond 1640 wegens gebrek aan opbrengst werd verlaten.
- In dezelfde omgeving, maar dan dichter bij de waterlijn, bevindt zich Piper's Hole, een bijna 100 m lange grot. De ingang ervan is tamelijk nauw, maar van binnen is de ruimte op sommige plaatsen zo'n 10 m hoog. In de grot bevindt zich een grote waterpoel. Zonder goede schoenen en een zaklantaarn is een bezoek aan Piper's Hole niet aan te raden.
- Op Abbey Hill staat een monument ter nagedachtenis aan Augustus Smith.

## Tresco Marathon
Op Tresco wordt sinds 2001 ieder jaar een marathon georganiseerd, waarvan de opbrengst ten goede komt aan het onderzoek naar taaislijmziekte (CF). Het parcours bestaat uit 7,5 ronden over het eiland. Het evenement wordt altijd op dezelfde dag gehouden als de marathon van Londen.

## Vervoer

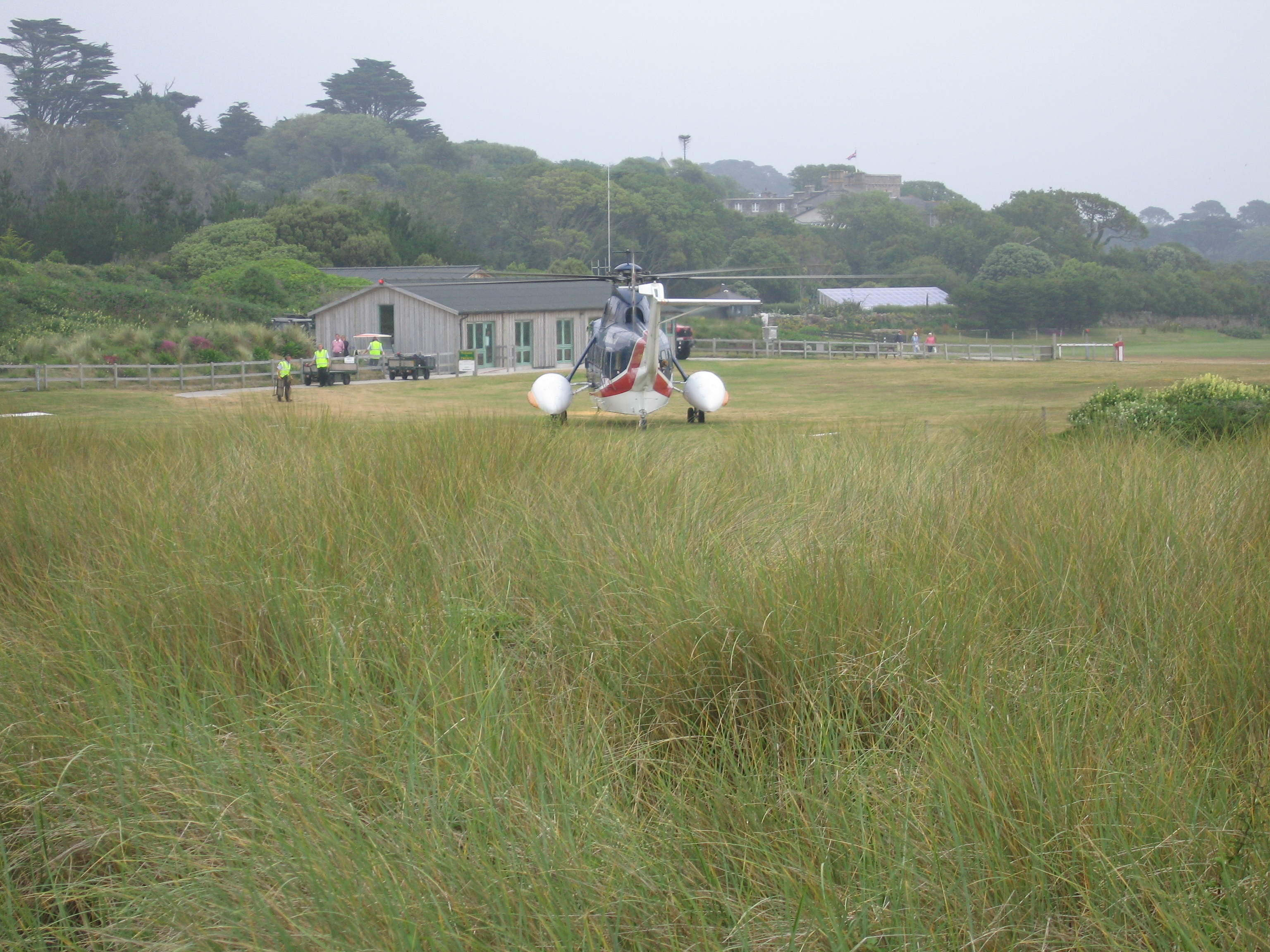
Tresco Heliport, met op de achtergrond de Abbey Gardens (2005)

Er was tussen 1983 en 2012 een helikopter-lijndienst tussen Penzance en Tresco Heliport. Tresco was daarmee naast St. Mary's het enige Scilly-eiland met een zelfstandige luchtverbinding met het Engelse vasteland. Privé doet de heliport nog wel dienst.
Tussen St. Mary's en Tresco wordt een veerdienst onderhouden. In de zomermaanden wordt Tresco ook door schepen vanaf andere Scilly-eilanden aangedaan.
Op het eiland kunnen in New Grimsby fietsen worden gehuurd.